# Sphenomorphus acutus
Sphenomorphus acutus — вид сцинкоподібних ящірок родини сцинкових (Scincidae). Ендемік Філіппін.

## Поширення і екологія
Sphenomorphus acutus мешкають на островах Мінданао, Лейте, Самар, Дінагат і Бохоль на півдні Філіппінського архіпелагу. Вони живуть у вологих тропічних лісах, на висоті від 400 до 1700 м над рівнем моря. Ведуть деревний спосіб життя. Відкладають яйця.